# Коричневий цукор

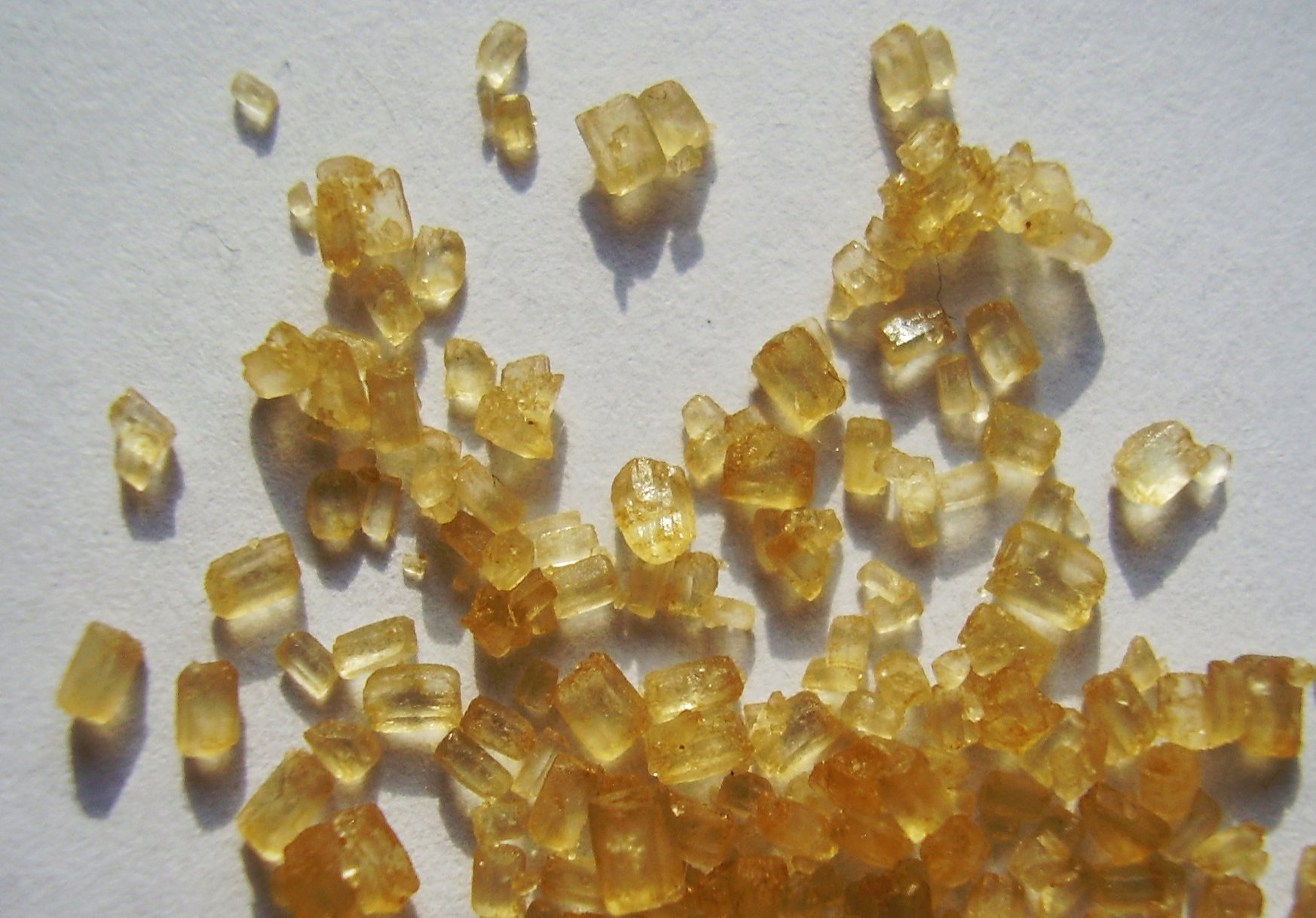
Кристали коричневого цукру

Коричневий цукор — загальна назва цукру з характерним коричневим кольором у наслідок присутності домішок патоки (меляси). Це може бути нерафінований або частково рафінований цукор, що складається з кристалів сахарози з домішками меляси (натуральний коричневий цукор) або відбілений очищений цукор з додавання меляси (комерційний коричневий цукор).

## Нерафінований
Нерафінований або частково очищений коричневий цукор — це цукор, який ще містить деяку кількість патоки із первісного процесу рафінування цукру. Його, в залежності від способу і продуктів отримання та їх переробки можуть назвати сирим цукром, натуральним, турбінадо (turbinado), демерара (demerara) та мускавадо (muscavado). Такі цукри зазвичай не можуть бути м'якими та вологими, як більш вишукані коричневі цукри. Патока надає коричневому цукру особливий аромат і додатковий карамельний смак, але при цьому він менш солодкий.

## Рафінований
Рафінований коричневий цукор виготовляється шляхом штучного додавання патоки до рафінованого білого цукру. Це комерційний коричневий цукор, який знаходить нішу як екологічно чистий, який є м'яким і вологим, і що зазвичай вважається коричневим цукром.